# Iōannīs Theōnas
Iōannīs Theōnas (în greacă Ιωάννης Θεωνάς; n. 29 octombrie 1940, Filoti⁠(d), Drymalia Municipal Unit⁠(d), Administrația descentralizată a Mării Egee⁠⁠(d), Grecia – d. 12 septembrie 2021) a fost un politician grec.
Ca membru al Partidului Comunist din Grecia, a fost europarlamentar din 1994 până în 2001. Mai târziu a fost membru al Mișcării de Stânga pentru Unitatea de Acțiune și al Coaliției de Stânga Radicală.